# Ashley Park
Ashley Jini Park (Glendale, 6 giugno 1991) è un'attrice statunitense.

## Biografia
Nata in California, di origine coreana, e cresciuta ad Ann Arbor, Ashley Park ha debuttato a Broadway nel musical Mamma Mia! e l'anno successivo ha interpretato Tuptim in un acclamato revival del musical The King and I con Ken Watanabe, Kelli O'Hara, Ruthie Ann Miles e Conrad Ricamora. Nel 2018 torna a Broadway nell'adattamento musicale di Mean Girls. Dal 2020 recita nella serie Emily in Paris nel ruolo di Mindy.

## Filmografia

### Attrice

#### Cinema
- Are You Joking?, regia di Jake Wilson (2014)
- Low Low, regia di Nick Richey (2019)
- Mr. Malcolm's List - La lista del signor Malcolm (Mr. Malcolm's List), regia di Emma Holly Jones (2022)
- Joy Ride, regia di Adele Lim (2023)
- Mean Girls, regia di Arturo Perez Jr e Samantha Jayne (2024)

#### Televisione
- Segreti fatali (My Dirty Little Secret) – serie TV, episodio 2x05 (2014)
- Nightcap – serie TV, 8 episodi (2017)
- Tales of the City – miniserie televisiva, 7 episodi (2019)
- Helpsters – serie TV, episodio 1x03 (2019)
- Emily in Paris – serie TV, 30 episodi (2020-in corso)
- Girls5eva – serie TV, 9 episodi (2021-2022)
- The Accidental Wolf – serie TV, episodio 2x03 (2022)
- Lo scontro (Beef) – serie TV, 7 episodi (2023)
- Only Murders in the Building – serie TV, 6 episodi (2023-in corso)

#### Cortometraggi
- Barnaby, regia di Jake Wilson (2012)
- The V Card, regia di Jake Burnstein e Brandon Verdi (2012)

#### Videoclip musicali
- Human di Charlene Kaye, regia di Liann Kaye (2012)

### Doppiatrice

#### Televisione
- Star Wars: Visions – serie TV, episodio 2x05 (2023) – Ara

## Teatro
- Miss Saigon, da Claude-Michel Schönberg e Alain Boublil, regia di Darren Lee. Music Theatre Wichita di New York (2009)
- Miss Saigon, da Claude-Michel Schönberg e Alain Boublil, regia di Barry Ivan. Benedum Center di Pittsburgh (2010)
- Jekyll & Hyde, da Frank Wildhorn and Steve Cuden, regia di Robert Cuccioli. Benedum Center di Pittsburgh (2011)
- Jesus Christ Superstar, da Andrew Lloyd Webber, regia di Charles Repole. Benedum Center di Pittsburgh (2011)
- Love Changes Everything, da Andrew Lloyd Webber, regia di Louanne Madorma. Benedum Center di Pittsburgh (2011)
- The Sound of Music, musiche di Richard Rodgers e testi di Oscar Hammerstein II, regia di James Brennan. Benedum Center di Pittsburgh (2011)
- Mamma Mia!, da Catherine Johnson, regia di Phyllida Lloyd. Broadhurst Theatre di Broadway (2014)
- Rodgers + Hammerstein's Cinderella, musiche di Richard Rodgers e testi di Oscar Hammerstein II, regia di Mark Brokaw. Tour negli Stati Uniti (2014)
- The King and I, musiche di Richard Rodgers e testi di Oscar Hammerstein II, regia di Bartlett Sher. Vivian Beaumont Theater di Broadway (2015-2016)
- The Fantasticks, musiche di Harvey Schmidt e testi di Tom Jones, regia di Seema Sueko. Pasadena Playhouse di Pasadena (2016)
- The Remarkable Journey of Prince Jen, musiche di Daniel Green e testi di Lezlie Wade, regia di Brian Hill. Manhattan Theatre Club di New York (2016)
- Sunday in the Park with George, musiche e testi di Stephen Sondheim e James Lapine, regia di Sarna Lapine. Hudson Theatre di Broadway (2017)
- Hood: The Robin Hood Musical Adventure, musiche e testi di Douglas Carter Beane e Lewis Flinn, regia di Douglas Carter Beane. Dallas Theater Center di Dallas (2017)
- KPOP, musiche di Jason Kim, testi di Helen Park e Max Vernon, regia di Teddy Bergman. Ars Nova di New York (2017)
- Mean Girls, musiche di Jeff Richmond, testi di Tina Fey regia di Casey Nicholaw. National Theatre di Washington (2017)
- Mean Girls, musiche di Jeff Richmond, testi di Tina Fey regia di Casey Nicholaw. August Wilson Theatre di Broadway (2018-2019)
- Lady in the Dark, musiche di Kurt Weill, testi di Ira Gershwin regia di Ted Sperling. New York City Center di New York (2019)
- Grand Horizons, testi di Bess Wohl regia di Leigh Silverman. Hayes Theater di Broadway (2019-2020)
- Ratatouille: The Musical, regia di Lucy Moss. Live streaming sulla piattaforma TikTok (2021)

## Doppiatrici italiane
Nelle versioni in italiano delle opere in cui ha recitato, Ashley Park è stata doppiata da:
- Valentina Framarin in Emily in Paris[2], Girls5eva[3], Lo scontro
- Erica Necci in Tales of the City[4], Only Murders in the Building[5]